# Горный воздух
«Горный воздух» — спортивно-туристический комплекс, круглогодичный горнолыжный курорт, расположенный в городе Южно-Сахалинск на острове Сахалин.

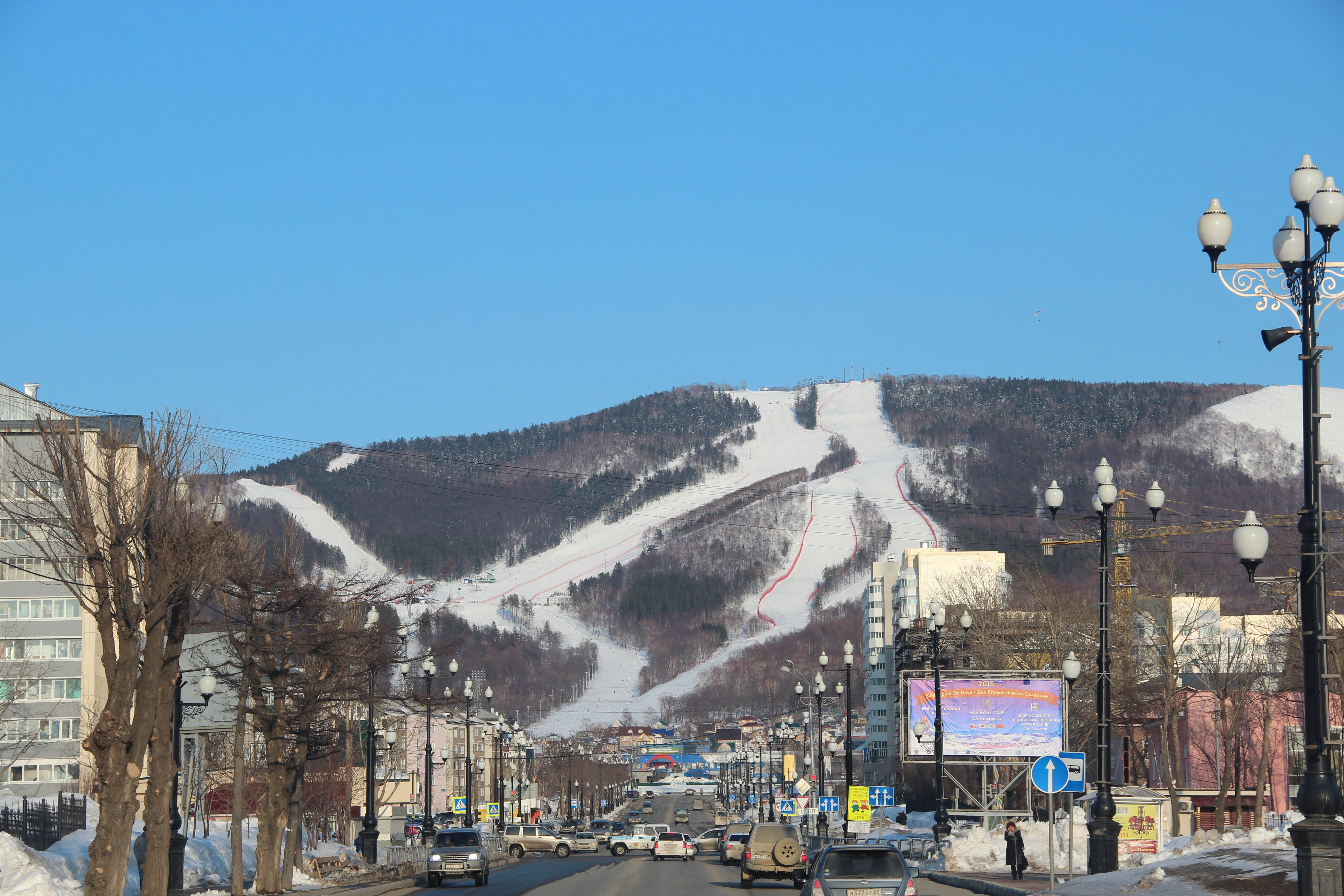
Вид на «Горный воздух» с улиц города Южно-Сахалинск

Логотип «Горного воздуха»

На курорте работают 5 канатных дорог, ленточный подъемник и тюбинг-парк. Общая протяжённость горнолыжных трасс составляет 42 км. В зимний сезон 2023/2024 года курорт принял 280 тыс. посетителей.

## История
Природные условия Сахалинской области, где зима тянется долго, сопутствовали развитию зимних видов спорта, в первую очередь лыжных. Существуют сведения, что во время периода Карафуто (1905—1945 годы) на месте современного «Горного воздуха» уже действовала туристическая и горнолыжная база, где проводились соревнования по прыжкам на лыжах с трамплина. По другим сведениям на месте комплекса располагалась военная застава, где готовили солдат императорской армии к боевым действиям в условиях гор, для чего и были построены вышки и трамплин. А в 1930-е годы город Тоёхара (современный Южно-Сахалинск) выступил как город-кандидат на проведение зимних Олимпийских игр 1936 года. На горе Большевик были построены два лыжных трамплина на 50 и 70 метров, а также горнолыжные трассы.
В советское время строительство турбазы началось в 1958 году, а в 1960 году на ней прошли первые соревнования горнолыжников. Открытие самой восточной в СССР горнолыжной и туристической базы было ознаменовано большим спортивным праздником. «Первый флаг соревнований подняли мастера спорта СССР Петр Аристов, Алексей Охира, Виталий Тупсногов, прошлогодний чемпион области по прыжкам с трамплинов Григорий Бердник и сильнейшая слаломистка Сахалина Любовь Шванева». Тогда же было принято сделать соревнования традиционными и проводить ежегодно в последнее воскресение декабря. Вскоре были построены два трамплина на 60 и 80 метров, а также слаломная трасса протяженностью 1200 метров.
В 1969 году Сахалин посетил президент Финляндии Урхо Калева Кекконен. В память этого события для лыжников были учреждены соревнования. Вернувшись к себе домой, президент для сахалинских лыжников выслал кубок, и лыжные соревнования стали называться «Кубок дружбы».
В 1972 году перед открытием зимней Олимпиады в Японии горнолыжный комплекс был реконструирован: построены два новых трамплина на 70 и 90 метров, каждый из которых имел семь стартовых площадок, запущен канатно-кресельный подъёмник. На вновь обустроенных спортивных объектах сборная СССР готовилась к зимним играм в Саппоро. В 1972 году на базе вышеперечисленных трамплинов впервые прошли всесоюзные соревнования лыжников.
22 марта 1980 года на «Горном воздухе» состоялся чемпионат Советского Союза и первенство страны по лыжному двоеборью. Одновременно с ними проходили Всесоюзные соревнования по прыжкам на лыжах с трамплина на приз газеты «Советский Сахалин». Победителем двоеборья стал участник Олимпийских игр Александр Майоров. Наравне со знаменитыми спортсменами соревновались и горнолыжники Сахалинской области: Александр Лукьянов, Михаил Хализов, Владимир Тарасов.
«Горный воздух» привлекал не только туристов-дальневосточников, но и любителей путешествий из союзных республик. Летом комплекс принимал туристические группы со всей страны. Комплекс являлся визитной карточкой Сахалина.
В 1990-е годы с распадом Советского Союза туристическая база приходит в запустение. Возрождение горнолыжный комплекс получает только в середине 2000-х годов.
1 марта 2008 года открыта гондольно-кресельная канатная дорога.

## Спортивные соревнования
В 2013 году на «Горном воздухе» состоялся чемпионат России, а также финальный этап Кубка России и первенство среди юниоров по горнолыжному спорту. Проведение соревнования было высоко оценено Международной федерацией горнолыжного спорта. В марте 2015 года на горнолыжном курорте вновь состоялся чемпионат России, а также впервые в истории российского спорта на Дальнем Востоке прошёл Кубок Азии.
Кроме того, на склонах комплекса ежегодно проходят соревнования по горным лыжам и сноуборду:
- Кубок Сахалинской области;
- Межрегиональные квалификационные лично-командные соревнования «Утро Родины»;
- Соревнования на призы губернатора Сахалинской области;
- Соревнования среди ветеранов и любителей горнолыжного спорта.

В феврале 2019 года на склонах «Горного воздуха» прошли Первые зимние Международные спортивные игры «Дети Азии».

## Описание
По своим техническим характеристикам и инфраструктуре вполне подходит для проведения международных соревнований и соответствует требованиям Международной федерации лыжного спорта (FIS).

## Собственники
При создании в 2001 году ОАО «Горный воздух» в состав акционеров вошли: Шиенок И. М., Жигмитдоржиев С. Ю., Карамушко А. В., Незнанов Т. Г., Кутугин Д. С., Романов А. А., Комитет по управлению муниципальной собственностью Южно-Сахалинска, Комитет по управлению госимуществом администрации Сахалинской области, ОАО «Роснефть-Сахалинморнефтегаз».